# Ретуоя
Ретуоя — река в России, протекает по Питкярантскому району Карелии.
Исток — у деревни Керисюрья, восточнее Ляскеля. Пересекает трассу 86К-8 («Олонец — Питкяранта — Леппясилта») и железную дорогу Янисъярви — Лодейное Поле. Устье реки находится в 2 км по левому берегу реки Янисйоки. Длина реки составляет 11 км.

## Данные водного реестра
По данным государственного водного реестра России относится к Балтийскому бассейновому округу, водохозяйственный участок реки — Водные объекты бассейна оз. Ладожское без рр. Волхов, Свирь и Сясь, речной подбассейн реки — Нева и реки бассейна Ладожского озера (без подбассейна Свирь и Волхов, российская часть бассейнов). Относится к речному бассейну реки Нева (включая бассейны рек Онежского и Ладожского озера).
Код объекта в государственном водном реестре — 01040300212102000011075.